# Musei di Palermo
Questo è un elenco dei musei di Palermo.

## Musei storico-artistici

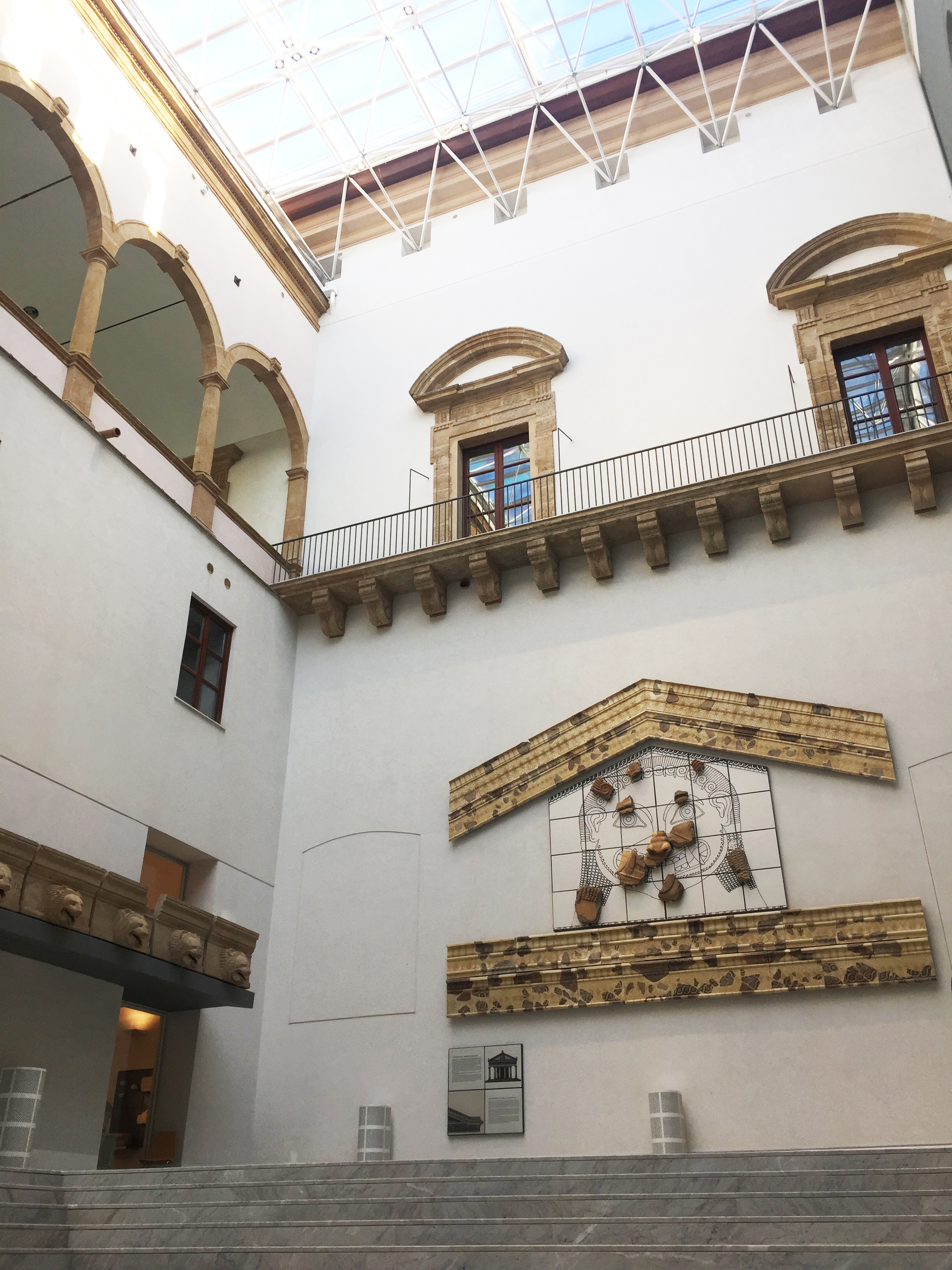
Museo archeologico regionale Antonino Salinas

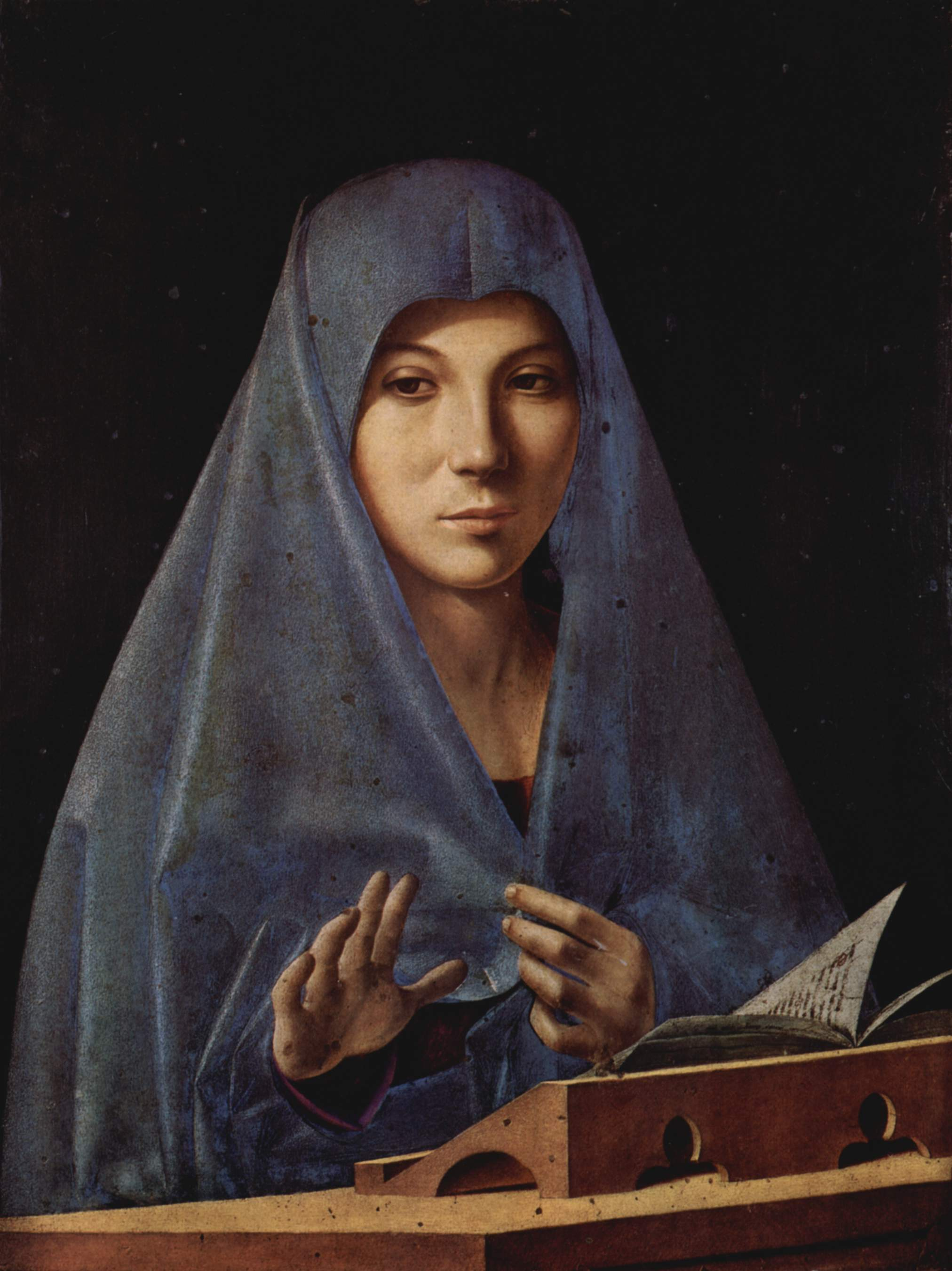
Galleria regionale della Sicilia "Palazzo Abatellis", Annunziata di Palermo di Antonello da Messina

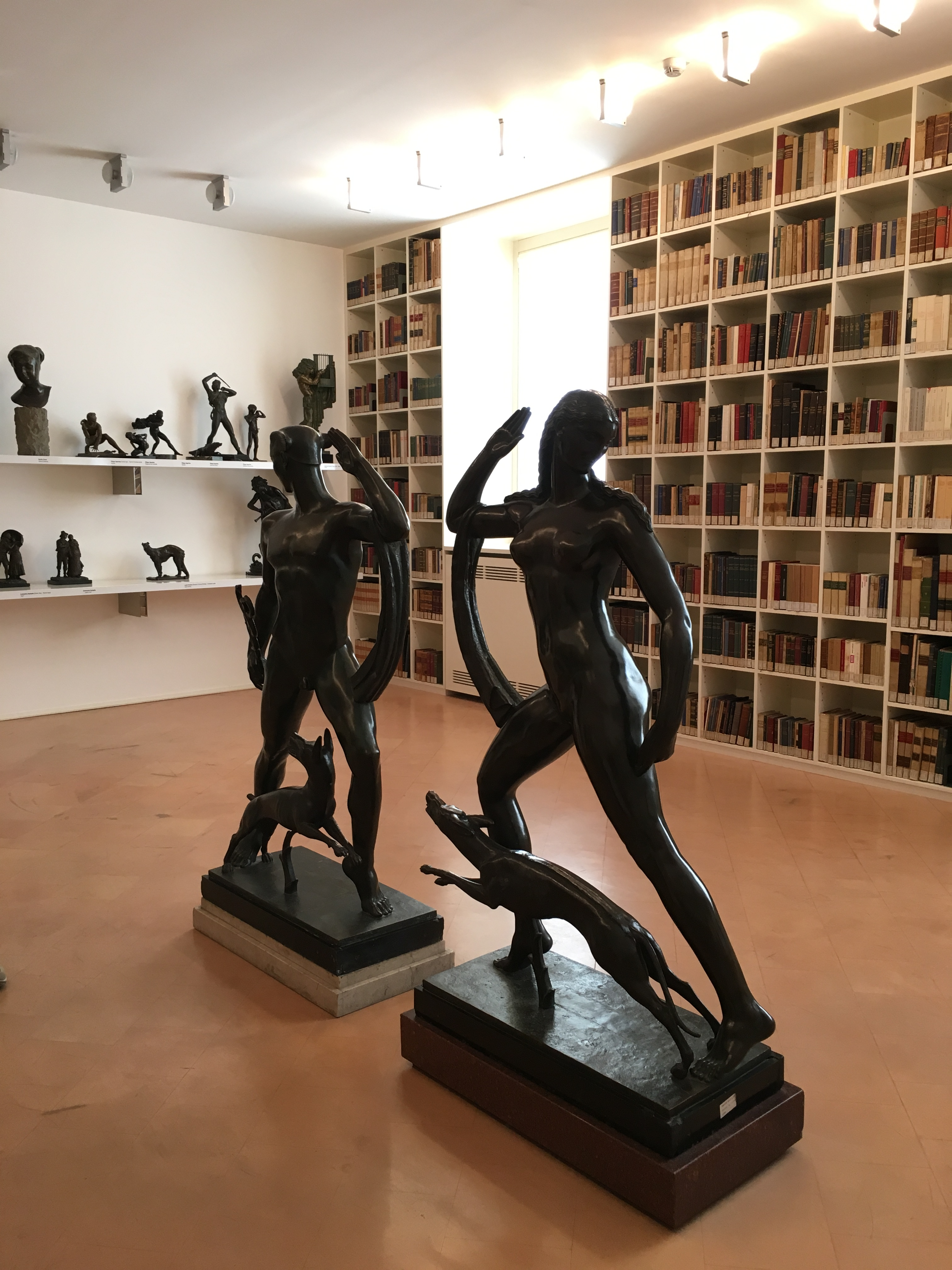
Palazzo Branciforte

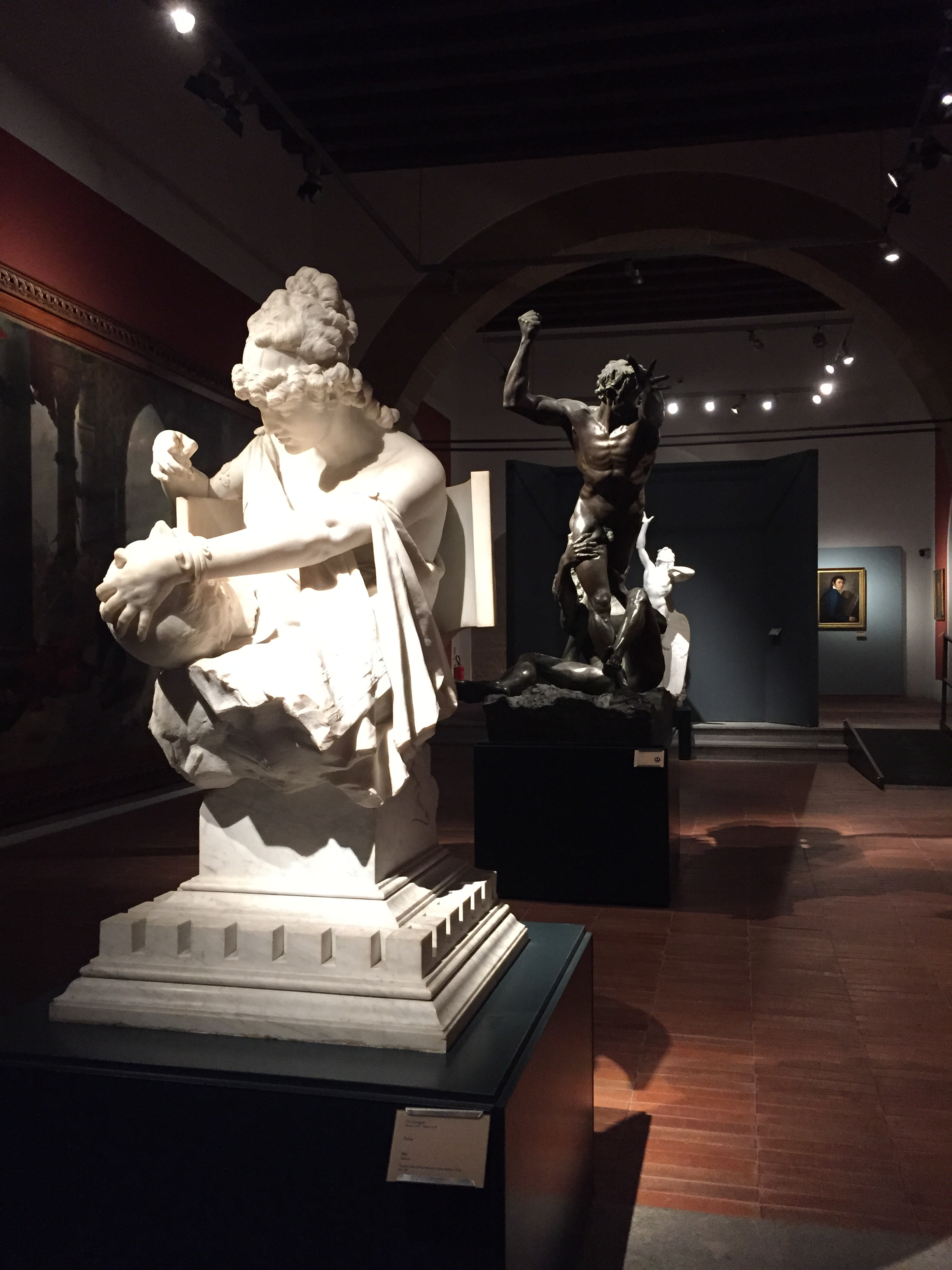
GAM Galleria d'arte moderna Empedocle Restivo

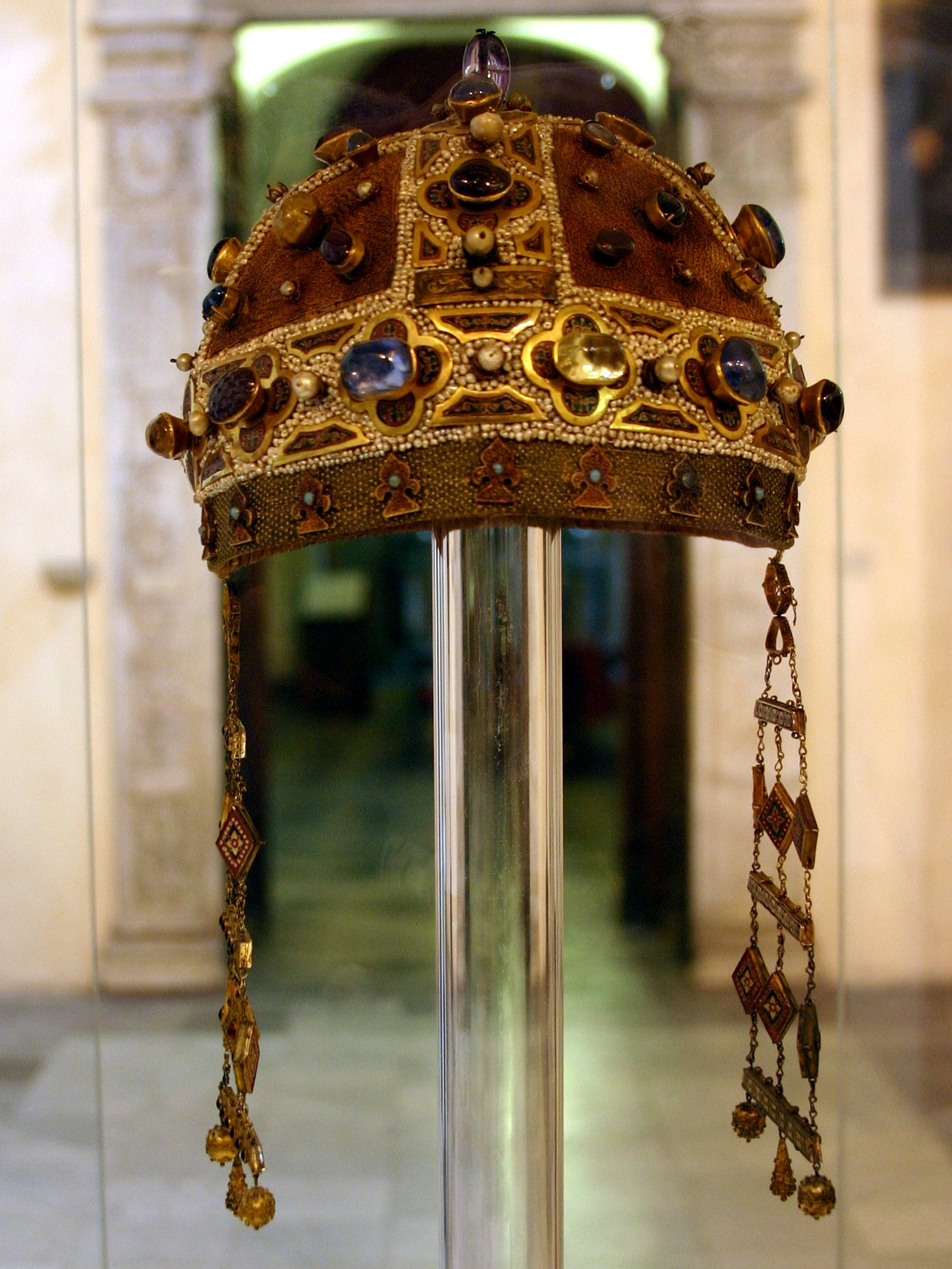
Tesoro della Cattedrale, il camaleuco di Costanza d'Aragona

- Museo archeologico regionale Antonino Salinas: possiede una delle più ricche collezioni d'arte punica, greca ed etrusca d'Italia, oltre che reperti preistorici, egizi e romani. Sono presenti le testimonianze di gran parte della storia siciliana.
- GAM Galleria d'arte moderna "Empedocle Restivo": il museo comprende l'ex convento dei Francescani in stile barocco e palazzo Bonet in stile gotico catalano. Possiede una grande collezione che comprende opere di importantissimi artisti come Guttuso, Campigli, Carrà, Casorati, Sironi, Greco e De Chirico, Francesco Lojacono, Michele Catti, Ettore De Maria Bergler, Giuseppe Sciuti, Antonino Leto.
- Galleria regionale della Sicilia "Palazzo Abatellis": la pinacoteca, la seconda per importanza del Sud Italia dopo quella di Capodimonte a Napoli e sita all'interno del palazzo quattrocentesco, venne allestita nel 1953 da Carlo Scarpa. Dentro è conservata una vasta collezione di opere d'arte medievali, rinascimentali e barocche. Le due di maggiori prestigio sono l'Annunciata di Antonello da Messina e l'affresco staccato del Trionfo della Morte.
- Museo Mormino e pinacoteca (Villa Zito): il museo comprendeva un'ampia collezione di ceramiche dei secoli XVI, XVII e XVIII, una collezione numismatica, con annessa biblioteca e un'area dedicata alla Filatelia, dove erano presenti antiche stampe risalenti al Regno delle Due Sicilie, carte geografiche, antichi francobolli e piante di città siciliane dal XVII secolo al XIX secolo. Dopo l'apertura di Palazzo Branciforte nella VIlla Zito è rimasta la pinacoteca con un nuovo allestimento del 2015, contenente la collezione pittorica della Fondazione Sicilia e della Fondazione Lauro Chiazzese: contiene 300 dipinti, dal 600 ai paesaggisti dell'800, fino ad artisti del '900.
- RISO Museo d'arte contemporanea della Sicilia: il palazzo costruito alla fine del XVIII secolo oggi è il museo di arte contemporanea più importante della regione. La collezione comprende opere di importanti artisti come Emilio Isgrò, Carla Accardi e Pietro Consagra.
- Museo etnografico siciliano Giuseppe Pitrè: nelle sale del museo, trovano documentazione gli usi e i costumi del popolo siciliano, attraverso una collezione che comprende la casa, filatura e tessitura, arredi e corredi, i costumi, le ceramiche, l'arte dei pastori, caccia e pesca, agricoltura e pastorizia, arti e mestieri, i veicoli, il carretto siciliano, i pupi, il carro del festino, le pitture su vetro, le confraternite, i presepi, i giochi fanciulleschi, la magia, gli ex voto, pani e dolci festivi.
- Museo internazionale delle marionette Antonio Pasqualino: la tradizione centenaria dei pupi siciliani viene esemplificata nella sua collezione, insieme a burattini e marionette provenienti da tutto il mondo, raccolta da una delle famiglie attive nel campo.
- Palazzo Branciforte,progettato da Gae Aulenti e aperto nel 2012. Nello spazio museale sono state trasferite parte delle opere del Museo d'Arte e Archeologia "Ignazio Mormino" e sono state aggiunte altre opere della fondazione che erano sparse in varie sedi. Comprende un'ampia collezione archeologica. Vi sono poi ceramiche dei secoli XVI, XVII e XVIII, una collezione numismatica, con annessa biblioteca e un'area dedicata alla Filatelia, dove sono presenti antiche stampe risalenti al Regno delle Due Sicilie, carte geografiche, antichi francobolli e piante di città siciliane dal XVII secolo al XIX secolo. Infine i Pupi siciliani di Cuticchio.
- Palazzo Mirto: mostra il tipico arredamento di un palazzo della nobiltà palermitana, datato tra il XVII secolo e il XIX secolo.
- Palazzo Sant'Elia: lo splendido palazzo barocco è stato trasformato in museo ed inaugurato il 20 aprile del 2007 con la mostra "L'Hermitage dello zar Nicola I. Capolavori acquisiti in Italia".
- Museo del Risorgimento Vittorio Emanuele Orlando: nel museo sono conservati quadri, medaglie, sculture e cimeli con oggetto la storia risorgimentale e l'impresa dei Mille.
- Museo d'arte islamica: si trova nel palazzo della Zisa e all'interno delle sale si possono ammirare splendidi manufatti di matrice artistica islamica provenienti da paesi del bacino del Mediterraneo.
- Tesoro della cattedrale: conservato nella cripta comprende una preziosissima collezione di oggetti sacri e gioielleria dal periodo normanno al XIX secolo. Il pezzo più importante è senza dubbio la corona dell'imperatrice Costanza d'Aragona.
- Tesoro della Cappella Palatina: comprende paramenti sacri, oggetti liturgici ed oggetti preziosi oltre ad un tabulario con pergamene dal XI al XVIII secolo.
- Museo diocesano: raccoglie opere di arte sacra che vanno dal periodo normanno all'Ottocento in gran parte provenienti dalla cattedrale prima della ristrutturazione del 1781 e dalle chiese palermitane in disuso.
- Palazzo Ziino: il palazzo ottocentesco comprende una mediateca, una gipsoteca ed uno spazio espositivo sede di numerose ed importanti mostre d'arte.
- MAAG Museo delle arti applicate e del gioiello: ospitato all'interno del cinquecentesco Palazzo Castrone Giardina di S. Ninfa raccoglie gioielli e oggetti preziosi di varie epoche di fattura siciliana.
- Museo del mare dell'arsenale di Palermo: all'interno dell'arsenale borbonico di Palermo. Si possono ammirare cannoni di fattura settecentesca e portolani oltre che riproduzioni in scala di scialbecchi, galere e navi cannoniere, frutto della passione dei soci fondatori.
- Museo del costume Raffaele Piraino: raccoglie abiti di gala, da passeggio, da visita, abbigliamento infantile, ecclesiastico, militare, accessori e curiosità della moda. Di essa fanno parte inoltre interi corredi nuziali e costumi popolari dei paesi che si affacciano sul Mediterraneo.
- Museo di Palazzo Steri: dedicato all'inquisizione; si possono visitare le celle dei detenuti e i graffiti rinvenuti al loro interno: disegni di figure umane e invocazioni delle prigioniere accusate di stregoneria. Nel 2018 è stata allestita all'ultimo piano la Quadreria della Regia Università con circa 50 dipinti provenienti dai depositi della Galleria regionale di Palazzo Abatellis[1].
- Museo delle maioliche Stanze al Genio: all'interno di Palazzo Torre - Piraino (XVII secolo) raccoglie oltre 4800 esemplari di piastrelle maiolicate siciliane e napoletane dal XV secolo al XIX secolo. All'interno è esposta anche una collezione di cancelleria d'epoca.
- Mec Museum
- Museo antica ditta Tutone
- Museo del caffè Morettino
- Museo del Vino e della Civiltà Contadina[2]
- Museo della Sicilianità[3]
- Museo Storico dell’Arma dei Carabinieri
- Museo dei Benedettini
- Museo aptico: museo tattile per non vedenti sui monumenti siciliani.
- Palazzo Ajutamicristo: realizzato alla fine del XV secolo dall'architetto Matteo Carnilivari, è sede della Soprintendenza per i Beni Culturali e Ambientali di Palermo e ospita una ricca collezione lapidea e sculturea, tra cui opere di Domenico Gagini, Ignazio Marabitti e le due stele Mellerio, commissionate ad Antonio Canova nel 1812 da Giacomo Mellerio. In una delle sale espositive sono inoltre conservate le carrozze della collezione Martorana Genuardi.
- Palazzo Asmundo: riccamente decorato con stucchi di scuola serpottiana e affreschi di Gioacchino Martorana, conserva varie collezioni: opere pittoriche; sculture lignee; cassapanche maritali; mattonelle devozionali e mattoni di censo; maioliche siciliane; ventagli; porcellane; carte geografiche; volumi provenienti dal fondo dell'archivio della Famiglia Martorana Genuardi; stampe e tavole acquarellate; raccolta numismatica dal periodo punico al Regno d'Italia; cartoline pubblicitarie, regionalistiche e dei reggimenti dell’Esercito Italiano; sigilli; portantine e carrozze della collezione Martorana Genuardi; una vasta raccolta di armi in asta e da botta, cannoni, fucili a miccia, a ruota, a luminello, a retrocarica ed avancarica, pistole, rivoltelle, fiasche da polvere, scudi e elmi. Presente anche una sezione di armi etiopiche e somale.
- Museo multimediale sul patrimonio culturale immateriale siciliano: all'interno del settecentesco palazzo Bonocore, espone il patrimonio culturale immateriale siciliano attraverso un itinerario tematico suddiviso in ambienti, con sequenze video wall per un totale di 67 minuti di proiezioni ed un'esposizione di oggetti ed esempi di arte siciliana: dalle ceramiche ai pupi, dalle piastrelle ai gioielli.
- Museo euromediterraneo delle arti contemporanee (prossima apertura)
- Collezione Francesca e Massimo Valsecchi a Palazzo Butera
- Museo della Fondazione sant'Elia a Palazzo Sant'Elia

## Musei scientifici

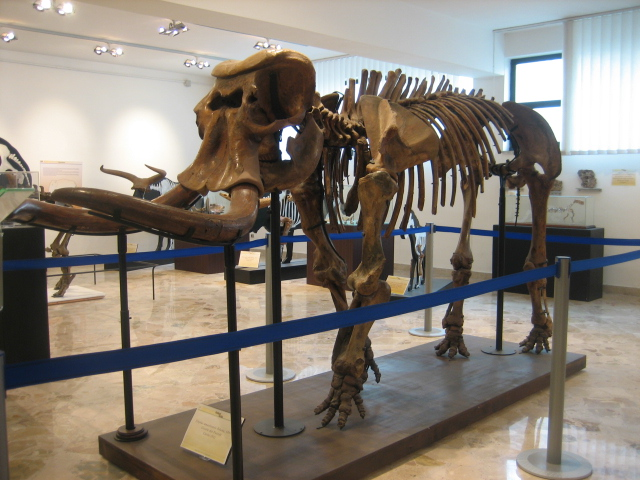
Museo di paleontologia e geologia Gaetano Giorgio Gemmellaro

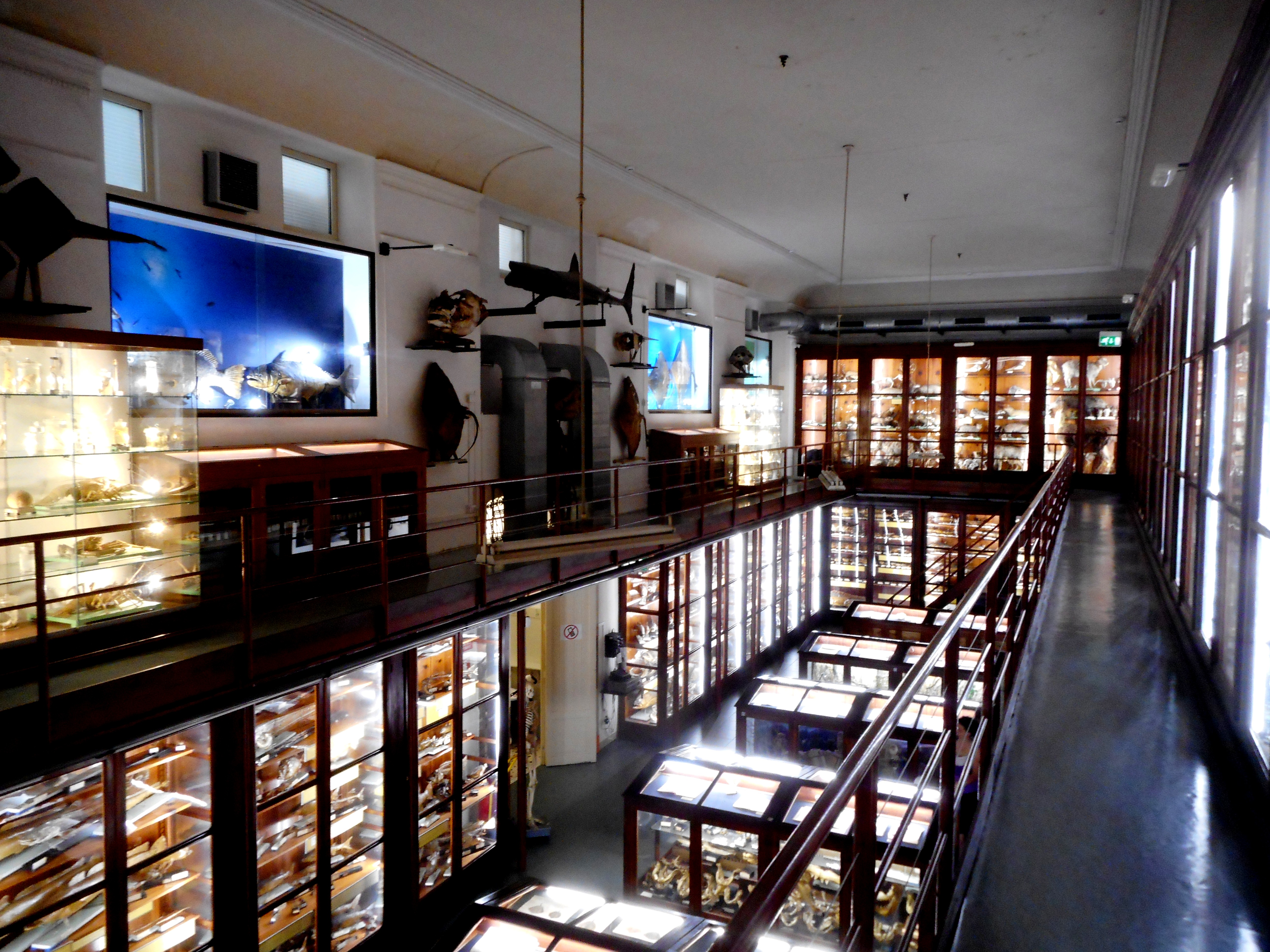
Museo dell'Istituto di zoologia Pietro Doderlein

- Museo di paleontologia e geologia Gaetano Giorgio Gemmellaro: è uno tra i principali musei geologici e paleontologici italiani. Il patrimonio della collezione è stimato in circa 600.000 reperti.
- Orto botanico: fondato nel 1779 è il più grande d'Europa, oltre ad avere un'importanza scientifica di primissimo livello nel settore.
- Museo della radiologia: il museo raccoglie apparecchiature di radiologia e di fisica dal XIX secolo in poi, la collezione di radiogrammi risalenti agli inizi del XX secolo, la biblioteca contenente pubblicazioni scientifiche di interesse storico, e l'archivio ricco di documenti e anche di carteggi dei maestri della radiologia del passato.
- Museo dell'Istituto di zoologia Pietro Doderlein: è il museo universitario di zoologia di Palermo.
- Museo dell'osservatorio astronomico di Palermo Giuseppe S. Vaiana: ospitata nei locali dell'antica Specola palermitana comprende una ricca collezione di strumenti astronomici, orologi, strumenti meteorologici e topografici, apparati di fisica e di geomagnetismo.
- Museo storico dei motori e dei meccanismi: ha sede presso il Dipartimento di ingegneria meccanica e raccoglie una vasta collezione di motori e meccanismi a partire dalla seconda metà del XIX secolo.
- Museo di mineralogia: è il museo universitario con migliaia di campioni di minerali, spesso rari, provenienti da tutto il mondo e con una collezione di Meteoriti. Il Museo è sito in via Archirafi 36, secondo piano nella struttura del vecchio Istituto di mineralogia, oggi facente parte del Dipartimento di scienze della terra e del mare.
- Collezione storica degli strumenti di fisica: ha sede presso il Dipartimento di fisica e chimica, via Archirafi 36, e raccoglie strumenti di fisica a partire dal XIX secolo.
- Arsenale di Palermo - Museo del mare: chiamato anche Arsenale della Real Marina, ha sede nell'antico arsenale borbonico della città ed ospita un'ampia raccolta di oggettistica navale nonché riproduzioni modellistiche di tipiche imbarcazioni facenti parte del naviglio storico siciliano.
- Planetario di Palermo - Museo della Terra e dello Spazio: ha sede presso la Villa Filippina.[4]
- Real Casa dei Matti di Palermo
- Museo Scientifico “G. Garibaldi”[5]
- Museo delle Scienze "M. Hack"[6]
- Ecomuseo mare[7]